# Daryl Worley
Daryl Worley (Filadelfia, 22 febbraio 1995) è un giocatore di football americano statunitense che milita nel ruolo di cornerback per i Baltimore Ravens della National Football League (NFL).

## Carriera

### Carolina Panthers
Al college, Worley giocò a football alla West Virginia University dal 2013 al 2015. Fu scelto nel corso del terzo giro (77º assoluto) nel Draft NFL 2016 dai Carolina Panthers. Debuttò come professionista nella sconfitta coi Denver Broncos del primo turno senza fare registrare alcuna statistica. La sua stagione da rookie si concluse con 88 tackle, un sack e un intercetto in 16 presenze, 11 delle quali come titolare.

### Philadelphia Eagles
Il 9 marzo 2018, Worley fu scambiato con i Philadelphia Eagles per Torrey Smith.

## Statistiche
| Partite totali      | 16  |
| Partite da titolare | 11  |
| Tackle totali       | 88  |
| Sack                | 1,0 |
| Intercetti          | 1   |
| Fumble forzati      | 0   |

Statistiche aggiornate alla stagione 2016